# Settle (groupe)
Pour les articles homonymes, voir Settle.
Settle est un groupe américain de rock alternatif, originaire d'Easton, en Pennsylvanie, actif entre 2001 et 2010.

## Histoire
Le premier album de Settle, At Home We Are Tourists, sort le 19 mai 2009,,. La signature de Settle fait partie des efforts d'Epitaph pour élargir son style musical au-delà de ses racines pop punk. Les derniers concerts connus du groupe datent de juillet 2010.

## Discographie
- 2009 : At Home We Are Tourists